# Sibara
Le Sibara (de l'ancien français « esbarer », « effarer », « ébahir »  ou « troubler », qui en wallon « sbara  » ou « sibara  », « l'épouvantail  ») est une légende relative à une créature d'Ardenne ressemblant à un épouvantail.

## Légende
Selon Pierre Dubois, il s'agit d'un sorcier tué par la foudre et revenu à la vie. Selon cette légende, lors d'une nuit orageuse, des villageois ardennais excédés par les méfaits d'un sorcier décidèrent de se débarrasser définitivement de lui et l'attaquèrent avec nombre d'objets pointus, dont des poignards. Il se réfugia sur une colline et leva son bâton magique pour lancer une dernière malédiction sur les paysans mais la foudre le frappa et le tua sur le coup. Bien longtemps après, la foudre frappa le cadavre qui s'anima. La créature ainsi créée, ressemblant à un épouvantail, fut nommée Sibara. Peu de temps après, le Sibara se maria avec une autre créature du petit peuple. Années après années, siècle après siècle, des sibaras naquirent, se marièrent et donnèrent naissance à d'autres sibaras, dans le massif ardennais.[réf. nécessaire]

## Dans l'art et la culture
Un récit de Frédéric Croizier, La Vengeance du Sibara, paru en 2016, s'appuie sur cette légende.